# Александрова Пустынь (деревня)
Алекса́ндрова Пусты́нь — деревня в Михайловском сельском округе Волжского сельского поселения Рыбинского района Ярославской области.
Деревня — самый южный населённый пункт Волжского сельского поселения. Автомобильная дорога, идущей от центра сельского округа Михайловского на Александрову Пустынь, уходит в южном направлении и выходит на правый берег Черёмухи напротив Нового Гостилова. По этой дороге — деревня последний населённый пункт Волжского сельского поселения, далее начинается Большесельское сельское поселение. Александрова Пустынь — конечный пункт пригородного автобуса из Рыбинска. Деревня возникла как поселение при одноимённом монастыре.
В селе находится церковь Святой Троицы, построенная в 1678 г. и здание Николо-Задубровского земского училища, построенное в 1904 г. Они объявлены памятниками истории и культуры Рыбинского района.
Почтовое отделение Семенники обслуживает в деревне Александрова Пустынь 7 домов.

## Население
| 1859 | 1914 | 2002 | 2007 | 2010 |
| ---- | ---- | ---- | ---- | ---- |
| 15   | ↘13  | ↘6   | ↘1   | ↗2   |

На 1 января 2007 года в деревне числился 1 постоянный житель.